# Eleanor Arnason
Eleanor Atwood Arnason (Nueva York, 28 de diciembre de 1942) es una escritora estadounidense de ciencia ficción e historias cortas.

## Biografía
Nació en Manhattan y creció entre Nueva York, Chicago, Londres, París, Washington, Honolulu, Saint Paul y Minneapolis. Es hija de H. Harvard Arnason, quien fue director del Walker Art Center en 1951, y Elizabeth Yard Arnason, una trabajadora social que pasó su infancia en China. Desde 1949 a 1961, Arnason y sus padres vivieron en "Idea House #2," un espacio futurista construido por el Walker Art Center. Estudió Historia del arte y se graduó en la Universidad de Minnesota.

## Premios
- Arnason ganó el primer Premio James Tiptree, Jr. y el Premio Miopoético en 1992 por Una mujer del pueblo de Hierro, el Premio Gaylactic Spectrum por Moteado y el Premio HOMer por Cosecha estelar, que también fue nominada a los Premios Hugo.
- En el 2003 fue nominada al Premio Nébula por su novela El escultor de huesos.

## Novelas
- La espada Smith (The Sword Smith, 1978)
- A la estación Resurrección (To the Resurrection Station, 1986)
- Hija del Rey Oso (Daughter of the Bear King, 1987)
- Una mujer del pueblo de Hierro (A Woman of the Iron People, 1991)
- Círculo de espadas (Ring of Swords, 1993)

- Datos: Q5354218